# Лю Чхан Гиль
Лю Чхан Гиль (хангыль: 류창길; род. 5 ноября 1940, КНДР) — северокорейский футболист, защитник, участник чемпионата мира 1966 года как запасной игрок.

## Карьера

### Клубная
Выступал за клуб «Кигванчха».

### В сборной
В составе сборной КНДР принимал участие в чемпионате мира 1966 года, однако весь турнир просидел в запасе, не выходил на поле ни в одном из матчей.